# Joseph Bonanno
Joseph Bonanno (18. ledna 1905 Castellammare del Golfo – 11. května 2002 Tucson) byl italsko-americký mafiánský boss. Vedl jeden z pěti hlavních newyorských klanů, které se vytvořily na začátku 30. let 20. století.
Joseph Bonanno zemřel přirozenou smrtí ve věku 97 let.

## Mládí
Narodil se jako Giuseppe Bonanno ve městě Castellammare del Golfo na Sicílii v roce 1905. Jeho rodiče byli Salvatore Bonanno a Catherine Bonventre. V roce 1906 se Bonannovi přestěhovali do New Yorku, kde Salvatore Bonanno provozoval malou restauraci. V roce 1911 se však kvůli obchodním a soukromým záležitostem musela rodina vrátit zpět na Sicílii.
Josephův otec byl zabit ve válce v roce 1915, matka zemřela o pět let později.
Po nástupu Benita Mussoliniho k moci se mladý Bonanno přidal ke studentské antifašistické skupině. Kvůli hrozbě zatčení však musel opustit Itálii a odjel opět do New Yorku, Brooklynu. Ujal se ho jeho strýc Peter Bonventre.
Joseph se začlenil do místního gangu a spřátelil se svými krajany, kteří také přišli z Castellammare del Golfo a okolí. Patřil ke skupině, kterou vedl Salvatore Maranzano, vypracoval se až na jeho zástupce. Ovládal hazardní hry a za prohibice zejména obchod s alkoholem. V 2. polovině 20. let si otevřel pekárnu. Provozoval také výrobnu sýrů, mlékárnu a pohřební ústavy. Později se objevily spekulace, že pro svůj pohřební ústav nechával vyrábět speciální rakve s dvojitým dnem, kam bylo možné pod nebožtíka tajně položit další mrtvolu.

## Castellamarská válka
Konflikt známý jako Castellamarská válka vypukl koncem 20. let a trval až do roku 1931. Proti sobě stály dva tábory – jeden vedl Joe Masseria, druhý Salvatore Maranzano. Pro Masseriu bojovali např. Lucky Luciano, Vito Genovese, Carlo Gambino nebo Frank Costello. Za Maranzanem naopak stáli např. Thomas Lucchese, Joseph Profaci nebo Joseph Bonanno.
Když se Lucky Luciano obrátil proti svému šéfovi Masseriovi a připravil jeho vraždu (15. dubna 1931), situace vyústila v Maranzanovo vítězství. Ještě téhož roku (10. září 1931) však nechal Luciano zabít i Maranzana.
Mafie poté dostala modernější podobu, decentralizovanou strukturu a přerozdělily se teritoria a jednotlivé klany. Luciano otevřel cestu ostatním etnickým skupinám, nejen Sicilanům, jak bylo do té doby běžné. Byla také zřízena Komise, jakési grémium všech hlavních mafiánských bossů, a bylo zrušeno místo Capa di tutti capi (šéfa všech šéfů).
Pět hlavních newyorských rodin vedli:
- Lucky Luciano (pozdější rodina Genovese),
- Joe Profaci (pozdější rodina Colombo),
- Frank Scalise (rodina Al Mineo, pozdější rodina Gambino),
- Tom Gagliano (pozdější rodina Lucchese),
- Joseph Bonanno (původně rodina Maranzano, nyní Bonanno).

Maranzanovy lidi tedy převzal Bonanno a ve svých 26 letech se stal nejmladším mafiánským bossem v historii. Podšéfové v jeho rodině byli Frank Garofalo, John Bonventre a Carmine Galante.
Bonannův klan byl sice nejmenší, přesto však dobře prosperující. Vydělával provozem hazardních heren, vydíráním, lichvou a obchodem s drogami. Bonanno působil stále více v Kanadě, Montreal se stal významným tranzitním bodem při pašování heroinu z Evropy do Spojených států. Mezi jeho aktivity patřila také řízená prostituce. Legálně se nadále věnoval výrobě sýrů, obchodu s bavlnou a látkami a pohřebním ústavům. To, že se Bonanno pokoušel rozšiřovat svůj vliv i v Arizoně a v Kanadě, naráželo na odpor některých jeho podřízených, kteří Bonanna kritizovali, že se málo věnuje newyorským záležitostem a tím trpí jejich zisky.
Joseph Bonanno se v listopadu roku 1931 oženil s Fay Labruzzo. Měli spolu tři děti – Salvatore (Bill) (nar. 1932), Catherine (nar. 1934), Joseph Jr. (nar. 1945).

## Banánová válka
Bonannův nejbližší spojenec byl Joe Profaci, který vedl pozdější rodinu Colombo. (V roce 1956 se dokonce Josephův syn Bill oženil s Profaciho neteří, Rosalií Profaci).V červnu 1962 však Profaci zemřel na rakovinu a na jeho místo nastoupil Profaciho podšéf, Joseph Magliocco.
Bonanno připravil plán, podle kterého měl spolu s Maglioccem odstranit několik dalších bossů konkurenčních rodin a rozdělit si jejich teritoria. Mezi jejich oběti měli patřit např. Carlo Gambino a Tommy Lucchese z New Yorku, Magaddino z Buffala nebo Frank DeSimone z Los Angeles.
Magliocco se měl postarat o newyorské dony. Dal proto příkaz Joe Colombovi, aby vraždy provedl. Ten si ale řekl, že pro něj bude výhodnější přidat se na druhou stranu a plány Bonanna a Magliocca prozradil.
Komise požadovala po Maglioccovi a Bonannovi vysvětlení jejich chování. Magliocco před Komisi předstoupil, ale protože byl vážně nemocný, dostal jen mírný trest – byl donucen vzdát se místa bosse a odejít do ústraní. Na jeho místo nastoupil Joe Colombo. 28. prosince 1963 Magliocco zemřel.
Komise požadovala vysvětlení i po Bonannovi, ten se před ní však odmítal objevit.
20. října 1964 byl Joe Bonanno unesen a několik měsíců byl pak držen jeho bratrancem Magaddinem. Je ale možné, že únos si Bonanno naplánoval sám (následující den po únosu měl totiž vypovídat před soudem).
V Bonannově nepřítomnosti Komise rozhodla, že klan Bonanno povede Gaspar DiGregorio. Ten měl s Bonannem nevyřízené účty ještě z doby, kdy usiloval o místo consigliere v jeho rodině, ale Bonanno jmenoval svého syna Billa.
Rozhodnutí dosadit do čela klanu DiGregoria však rodinu rozdělilo na dva tábory – jeden stál za DiGregoriem a byl podporován Komisí, druhý zůstal věrný Bonannovi, resp. jeho synu Billovi, který za nepřítomnosti otce klan vedl. Tento konflikt se stal známým jako Banánová válka.
Přes značné ztráty na obou stranách se spor vyvíjel nerozhodně. Bonanno poté přišel s návrhem, že odejde do ústraní do Arizony, ale pouze pod podmínkou, že se jeho syn Bill stane jeho nástupcem a Bonannův švagr Frank Labruzzo bude podšéfem. S takovým řešením však Komise nesouhlasila. Jako šéfa klanu požadovala dosadit Paula Sciaccu (DiGregorio byl v boji neúspěšný, bylo proto potřeba ho nahradit).
V roce 1968 informoval Bonanno Komisi, že se definitivně stahuje do ústraní, nadále bude v Arizoně a přenechává tak vedení klanu Komisí navrženému člověku. (V čele klanu byl tedy definitivně uznán Paul Sciacca.) Důvodem Bonannova rozhodnutí mohly být zdravotní problémy (právě prodělal infarkt) nebo obava o život, pokud z vedení rodiny neodejde. V Arizoně zůstal se svými nejbližšími až do své smrti.
Poslední obětí konfliktu byl Thomas Zummo (29), kterého Bonannovci zabili 6. února 1969.

## Bonannův klan v 70. a 80. letech
DiGregorio zemřel na rakovinu 11. června 1970. Paul Sciacca vedl rodinu až do svého uvěznění kvůli obchodu s drogami v roce 1971. Jeho nástupcem byl Natale Evola (zemřel 28. srpna 1973), po něm nastoupil Philip „Rusty“ Rastelli.
V roce 1974 se moc pokusil převzít Carmine Galante (Cigar). Byl právě podmínečně propuštěn z vězení, kde si měl od roku 1962 odpykat 20 let kvůli pašování heroinu (byl zapojen do Francouzské spojky). Rastelli v té době ve vězení ještě pobýval. Galante obnovil své Sicilské kontakty a opět rozjel obchody.
Galante představoval určitou hrozbu pro Komisi, bylo s ním těžké vyjít (psychiatři mu diagnostikovali psychopatické sklony). Pokoušel se zabíjet každého, kdo by chtěl mít podíl na „jeho“ obchodu s drogami. Členové Komise se shodli na tom, že je třeba Galanta odstranit. 12. července 1979 byl proto při návštěvě restaurace zabit.
Galantova smrt však mír nepřinesla, následovalo další střílení. Za vítěze se pokládal Sonny Black Napolitano. Když se však zjistilo, že se do jeho rodiny dostal tajný agent FBI (Joe Pistone alias Donnie Brasco), který strávil uvnitř mafie několik let, byl Napolitano zabit (z jeho vraždy byl později obviněn Joseph Massino). Pistone pak napsal o svém působení uvnitř mafie knihu (My Undercover Life in the Mafia) a stal se důležitým svědkem v procesech s mafiány.
V roce 1980 zemřela Josephova žena Fay.
Roku 1983 vyšla Bonannova autobiografie A Man of Honor. Na základě svých výpovědí v knize se měl Bonanno zpovídat před soudem, což odmítl. Byl odsouzen k několika měsícům vězení.
Do vedení Bonannova klanu opět nastoupil Rusty Rastelli. Provozoval síť restaurací a kaváren, zaměřoval se i na obchod s drogami a pornoprůmysl. Klíčovým svědkem proti němu však byl Pistone. Rastelli byl odsouzen ke 12 letům vězení. V roce 1991 zemřel ve vězeňské nemocnici na rakovinu.
Dalším nástupcem v čele rodiny Bonanno se stal Joseph Massino. Byl několikrát vězněn, mimo jiné mu byla dokázána vražda Sonnyho Napolitana. V roce 2004 byl obžalován z dalších několika vražd a v roce 2005 byl Massino definitivně odsouzen na doživotí.

## Smrt
Joseph Bonanno zemřel v Tucsonu 11. května 2002 na zástavu srdce.